# Аль-Ахли (больница)
Больница Аль-Ахли аль-Араби (араб. المستشفى الأهلي العربي‎) — больница в городе Газа. Управляется Епископальной церковью Иерусалима. Штаб-квартира расположена в районе Зейтун на юге города. Больница считается одной из старейших в городе, основана в 1882 году. В переводе с арабского название означает «Арабская народная больница».

## История
Больница действует с 1882 года. Основана Обществом церковной миссии англиканской церкви. Позже, в период с 1954 по 1982 год, больницей управляла Медицинская миссия Южной баптистской церкви, известная тогда как Баптистская больница (араб. المستشفى المعمداني‎). С 1980 года больница находится в ведении Епископальной церкви Иерусалима. Больницу поддерживают международные благотворительные организации, такие как Embrace the Middle East.

### Война Израиля с ХАМАС (2023)

#### Ракетный удар по онкологическому центру
14 октября 2023 года Центр диагностического лечения рака больницы был поврежден ракетой, в результате чего четыре сотрудника больницы получили ранения и были повреждены два верхних этажа, больше всего пострадали отделения маммографии и УЗИ.

#### Ракетный удар по парковке во дворе больницы
Через три дня, вечером 17 октября, на парковке во дворе, произошёл взрыв. Погибло несколько десятков человек, сама больница не пострадала, первоначальные данные о числе погибших Министерства здравоохранения Газы, управляемого ХАМАС о якобы 500 погибших, оказались сильным преувеличением.